# Symplegady

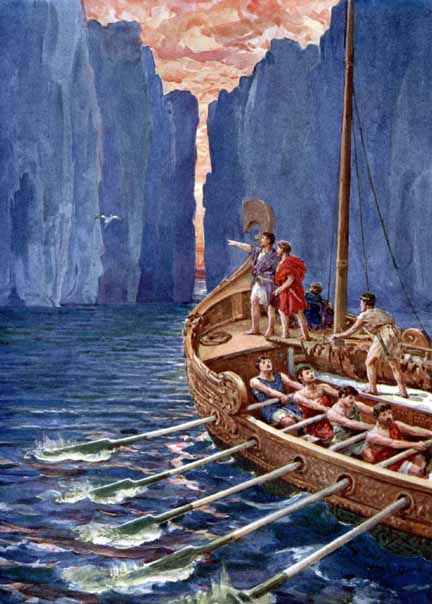
Argonauci przed Symplegadami (ilustracja Howarda Davie z ok. 1900 r.)

Symplegady (gr. Συμπληγάδες) – w mitologii greckiej dwie skały u wejścia na Morza Czarnego (po obu stronach cieśniny Bosfor. Ich szczególną właściwością było nieustanne zbliżanie się i oddalanie od siebie, co uniemożliwiało przepłynięcie tamtędy statkiem. Przeszkodę udało się pokonać Argonautom podczas wyprawy po złote runo: zatrzymali się tuż przed skałami i kiedy odskoczyły one od siebie, przepłynęli tak szybko, że następne zwarcie się Symplegadów strzaskało tylko tył statku. Odtąd stanęły one w miejscu i już się nie poruszyły.